# Стара Вес Кошничка
Стара Вес Кошничка (хрв. Stara Ves Košnička) је насељено место у општини Десинић, Крапинско-загорска жупанија, Хрватска.

## Историја
До територијалне реорганизације у Хрватској била је у саставу старе општине Преграда.

## Становништво
У попису становништва из 2011. године, Стара Вес Кошничка је имала 16 становника.
| Број становника према пописима | Број становника према пописима | Број становника према пописима | Број становника према пописима | Број становника према пописима | Број становника према пописима | Број становника према пописима | Број становника према пописима | Број становника према пописима | Број становника према пописима | Број становника према пописима | Број становника према пописима | Број становника према пописима | Број становника према пописима | Број становника према пописима | Број становника према пописима |
| ------------------------------ | ------------------------------ | ------------------------------ | ------------------------------ | ------------------------------ | ------------------------------ | ------------------------------ | ------------------------------ | ------------------------------ | ------------------------------ | ------------------------------ | ------------------------------ | ------------------------------ | ------------------------------ | ------------------------------ | ------------------------------ |
| 1857                           | 1869                           | 1880                           | 1890                           | 1900                           | 1910                           | 1921                           | 1931                           | 1948                           | 1953                           | 1961                           | 1971                           | 1981                           | 1991                           | 2001                           | 2011                           |
| 50                             | 59                             | 69                             | 66                             | 78                             | 89                             | 69                             | 80                             | 56                             | 61                             | 53                             | 41                             | 41                             | 33                             | 22                             | 16                             |

Напомена: Године 1857. а од 1971. исказује се под именом Стара Вес Кошничка од 1869. до 1900, 1953. и 1961. под именом Стара Вес, а од 1910. до 1948. под именом Кошничка Вес.